# Grand-Rullecourt
Grand-Rullecourt és un municipi francès situat al departament del Pas de Calais i a la regió dels Alts de França. L'any 2007 tenia 374 habitants.

## Demografia

### Població
El 2007 la població de fet de Grand-Rullecourt era de 374 persones. Hi havia 130 famílies de les quals 27 eren unipersonals (4 homes vivint sols i 23 dones vivint soles), 38 parelles sense fills, 61 parelles amb fills i 4 famílies monoparentals amb fills.
La població ha evolucionat segons el següent gràfic:
Habitants censats

### Habitatges
El 2007 hi havia 158 habitatges, 141 eren l'habitatge principal de la família, 2 eren segones residències i 14 estaven desocupats. 155 eren cases i 1 era un apartament. Dels 141 habitatges principals, 117 estaven ocupats pels seus propietaris, 21 estaven llogats i ocupats pels llogaters i 3 estaven cedits a títol gratuït; 1 tenia una cambra, 4 en tenien dues, 26 en tenien tres, 34 en tenien quatre i 77 en tenien cinc o més. 103 habitatges disposaven pel capbaix d'una plaça de pàrquing. A 69 habitatges hi havia un automòbil i a 53 n'hi havia dos o més.

### Piràmide de població
La piràmide de població per edats i sexe el 2009 era:
| Homes | Edats   | Dones |
| ----- | ------- | ----- |
| 0     | 95 o +  | 0     |
| 0     | 90 a 94 | 0     |
| 2     | 85 a 89 | 3     |
| 2     | 80 a 84 | 4     |
| 10    | 75 a 79 | 10    |
| 7     | 70 a 74 | 9     |
| 10    | 65 a 69 | 8     |
| 9     | 60 a 64 | 9     |
| 9     | 55 a 59 | 2     |
| 17    | 50 a 54 | 17    |
| 9     | 45 a 49 | 11    |
| 12    | 40 a 44 | 11    |
| 8     | 35 a 39 | 14    |
| 14    | 30 a 34 | 7     |
| 8     | 25 a 29 | 13    |
| 14    | 20 a 24 | 10    |
| 14    | 15 a 19 | 10    |
| 7     | 10 a 14 | 12    |
| 9     | 5 a 9   | 5     |
| 7     | 0 a 4   | 11    |

## Economia
El 2007 la població en edat de treballar era de 247 persones, 172 eren actives i 75 eren inactives. De les 172 persones actives 159 estaven ocupades (84 homes i 75 dones) i 14 estaven aturades (7 homes i 7 dones). De les 75 persones inactives 28 estaven jubilades, 19 estaven estudiant i 28 estaven classificades com a «altres inactius».

### Ingressos
El 2009 a Grand-Rullecourt hi havia 145 unitats fiscals que integraven 389 persones, la mediana anual d'ingressos fiscals per persona era de 15.152 €.

### Activitats econòmiques
Dels 13 establiments que hi havia el 2007, 3 eren d'empreses extractives, 1 d'una empresa de fabricació d'altres productes industrials, 1 d'una empresa de construcció, 2 d'empreses de comerç i reparació d'automòbils, 1 d'una empresa de transport, 2 d'empreses d'hostatgeria i restauració, 1 d'una empresa financera, 1 d'una empresa de serveis i 1 d'una empresa classificada com a «altres activitats de serveis».
Dels 3 establiments de servei als particulars que hi havia el 2009, 1 era una empresa de construcció, 1 perruqueria i 1 restaurant.
L'any 2000 a Grand-Rullecourt hi havia 17 explotacions agrícoles que ocupaven un total de 840 hectàrees.

## Equipaments sanitaris i escolars
El 2009 hi havia una escola elemental integrada dins d'un grup escolar amb les comunes properes formant una escola dispersa.

## Poblacions més properes
El següent diagrama mostra les poblacions més properes.